# MongoDB
MongoDB är ett dokumentorienterat databasprogram. MongoDB är ett av de största dataprogrammen inom NoSQL.